# Dibamus taylori
Dibamus taylori – gatunek jaszczurki z rodziny Dibamidae, opisany w 1985 roku przez Allena Greera na łamach „Journal of Herpetology”. Jej nazwa gatunkowa honoruje E.H. Taylora, który jako pierwszy zauważył (1961), że materiał, opisany potem przez Greera jako D. taylori, należy do nowego gatunku. Gatunek ten występuje na Małych Wyspach Sundajskich w Indonezji. Osobniki D. taylori znajdowane są pod kamieniami w wilgotnych lasach. Ma 22–28 rzędów łusek w środkowej części ciała. Liczba kręgów przedkrzyżowych waha się od 112 do 135.
D. taylori wyróżnia się od pozostałych przedstawicieli tego rodzaju trzema lub czterema łuskami zaokularowymi i 21–29 kręgami ogonowymi.